# Centris pachysoma
Centris pachysoma là một loài Hymenoptera trong họ Apidae. Loài này được Cockerell mô tả khoa học năm 1919.